# Creu de terme del Monestir de Montserrat
La Creu de terme del Monestir de Montserrat és una creu de terme situada a la plaça de Santa Maria del Monestir de Montserrat, a la muntanya de Montserrat, al terme municipal de Monistrol de Montserrat (el Bages). Està catalogada com a Bé cultural d'interès nacional.

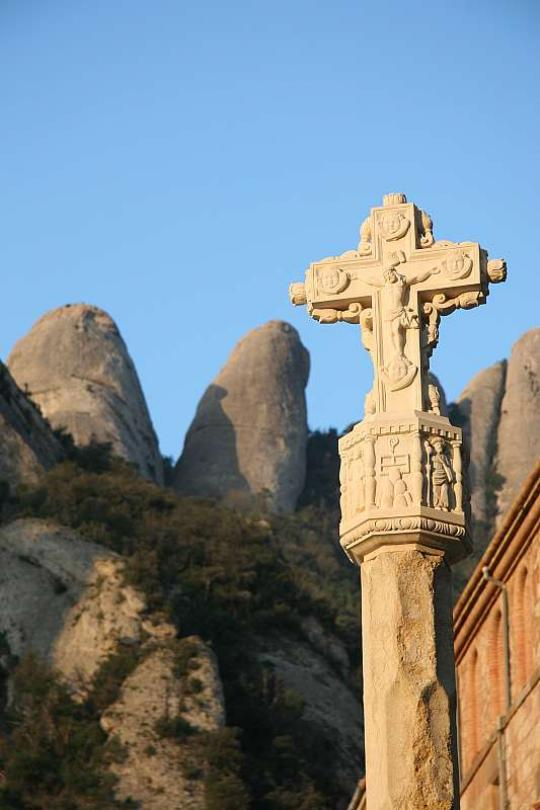
Detall de l'anvers de la creu

## Història
La creu original, del segle XVI, es guarda a l’interior del monestir per resguardar-la de l'erosió a la intempèrie. La creu de la plaça és una reproducció feta per l'escultor Lluís Cera, que amb motiu de la remodelació de les places feta entre 2002 i 2004 va ser desmuntada una altra vegada i tornada a muntar uns pocs metres més amunt en un nivell superior. En alguns casos, com aquest, les creus assenyalaven el punt d'arribada d'un camí.

## Descripció
És una creu de pedra de 147 x 75 cm (nus i creu) situada damunt una columna octogonal. A l'anvers hi ha la representació de la crucifixió, amb quatre caps d'àngel, i al revers la Mare de Déu amb el Nen i la serra, acompanyada de quatre àngels amb arpes als braços. El nus també és ornamentat, és octogonal i repeteix per dues vegades, al davant i al darrere, l’escut de Montserrat amb la muntanya i la serra. Entre aquest motiu heràldic hi ha dues ternes de sants encapçalades una per Sant Pere i una altra per Sant Pau.  Al costat de Sant Pau veiem Sant Mateu i al seu costat, Sant Jaume de Galícia vestit de pelegrí. La terna inversa està constituïda per Sant Pere, Santa Llúcia amb la palma i la plata amb els ulls i Sant Joan Baptista amb el tors despullat i portant un bàcul cruciforme.